# بناء القدرات

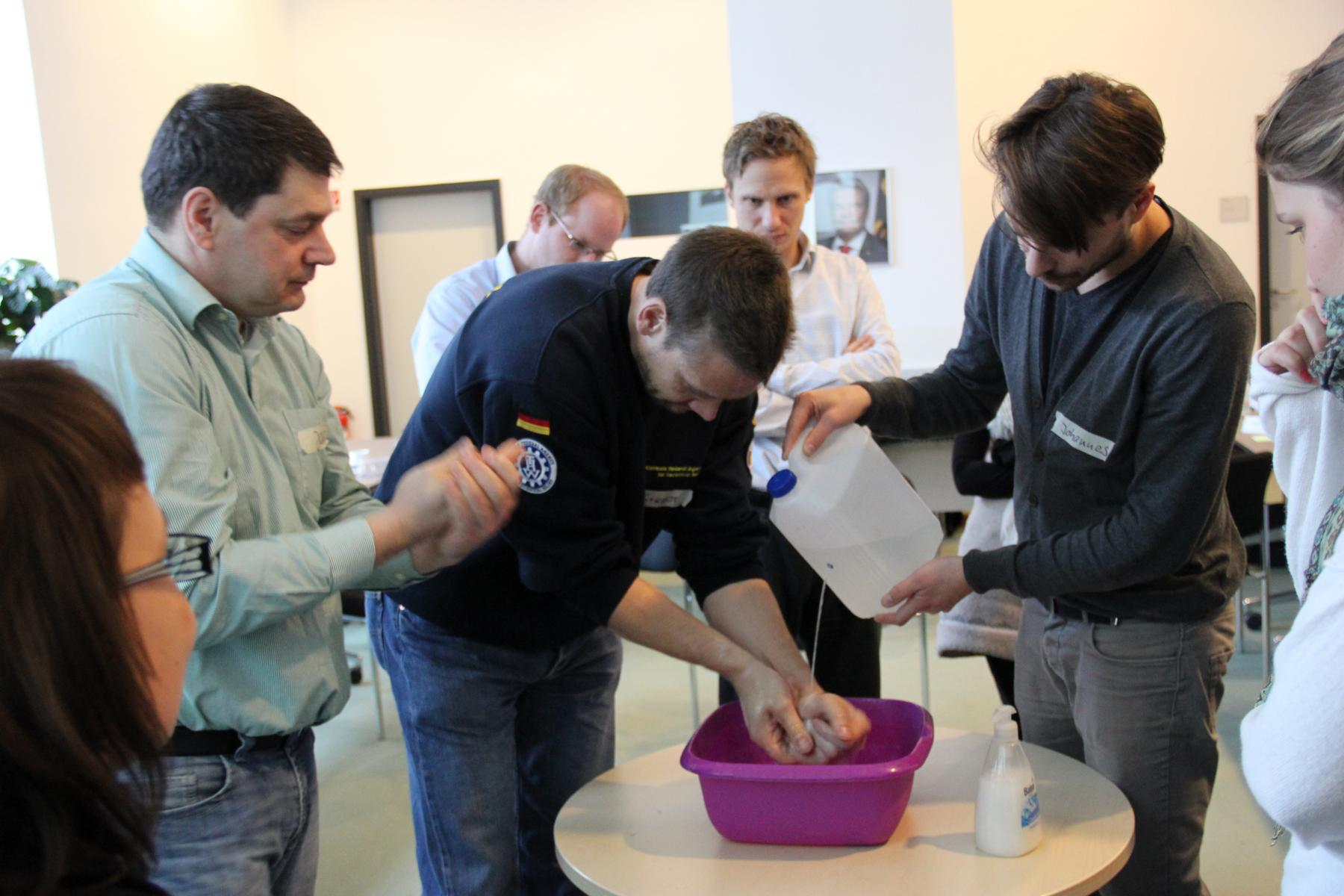
دورة تدريبية حول تعزيز النظافة في برلين

بناء القدرات أو تطوير القدرات هي العملية التي يحصل بها الأفراد والمنظمات على المهارات والمعارف اللازمة لأداء وظائفهم بكفاءة وتحسينها والاحتفاظ بها. كثيرًا ما يستخدم بناء القدرات وتنمية القدرات بالتبادل ومع ذلك، فإن بعض الأشخاص يفسرون بناء القدرات على أنه لا يعترف بالقدرات الحالية، في حين أن تنميه القدرات تعترف بالقدرات الحالية التي تحتاج إلى تحسين.
بناء قدرات المجتمع المحلي هو نهج مفاهيمي للتغيير الاجتماعي والسلوكي ويؤدي إلى تطوير البنية التحتية في حاله المياه والصرف الصحي التي تركز على فهم العقبات التي تحول دون الناس، والحكومات، والدولية منظمات والمنظمات غير الحكومية من تحقيق أهدافها الإنمائية مع تعزيز القدرات التي تمكنها من تحقيق نتائج قابلة للقياس ومستدامة.
ظهر مصطلح بناء القدرات المجتمعية في معجم التنمية الدولية خلال التسعينات. واليوم، أدرجت «بناء القدرات المجتمعية» في برامج معظم المنظمات الدولية التي تعمل في مجال التنمية، والبنك الدولي، والأمم المتحدة، والمنظمات غير الحكومية مثل اوكسفام الدولية. أدى استخدام هذا المصطلح على نطاق واسع إلى جدل حول معناه الحقيقي.
يشير بناء القدرات المجتمعية إلى تعزيز مهارات وكفاءات وقدرات الناس والمجتمعات المحلية في المجتمعات النامية حتى يتمكنوا من التغلب على أسباب استبعادهم ومعاناتهم. وتستخدم المنظمات غير الحكومية والحكومات بناء القدرات التنظيمية لتوجيه تنميتها وأنشطتها الداخلية.

## التعريف
يفسر العديد من المنظمات بناء القدرات المجتمعية بطرقها الخاصة والتركيز عليها بدلا من تعزيز التنمية المزدوجة الإتجاه في البلدان النامية. وجمع الأموال، ومراكز التدريب، وزيارات التعرض، ودعم المكاتب والوثائق، والتدريب علي الوظائف، ومراكز التعلم، والخبراء الاستشاريين، كلها اشكال لبناء القدرات. وللحيلولة دون أن تصبح المعونة الدولية من أجل التنمية اعتمادا دائمًا، تقوم الدول النامية باعتماد إستراتيجيات تقدمها المنظمات في شكل بناء القدرات.
كان برنامج الأمم المتحدة الإنمائي أحد الرواد في تطوير فهم لبناء القدرات المجتمعية أو التنمية. ومنذ أوائل السبعينات، قدم البرنامج الإنمائي التوجيه لموظفية والحكومات بشأن ما يعتبر «بناء المؤسسات».
تعرف القوه الأمنية الخاصة تنمية القدرات في مجال الحد من الكوارث بأنها "العملية التي يقوم بها الناس والمنظمات والمجتمع بصورة منهجية بتحفيز وتنمية قدراتهم علي مر الزمن لتحقيق الأهداف الاجتماعية والاقتصادية، بما في والمهارات والنظم والمؤسسات في بيئة اجتماعية وثقافية تمكينية أوسع نطاقا
في عام 1991، تطور المصطلح ليصبح «بناء القدرات المجتمعية». ويعرف البرنامج الإنمائي بناء القدرات باعتباره عملية تنمية مستمرة طويلة الأجل تشمل جميع أصحاب المصلحة، بما في ذلك الوزارات والسلطات المحلية والمنظمات غير الحكومية والمهنيين وأعضاء المجتمع والأكاديميين وغيرهم. ويستخدم بناء القدرات قدرات البلد البشرية والعلمية والتكنولوجية والتنظيمية والمؤسسية والموارد. والهدف من بناء القدرات هو معالجة المشاكل المتصلة بسياسات وأساليب التنمية، مع النظر في إمكانات وحدود واحتياجات شعب البلد المعني. ويبين البرنامج الإنمائي أن بناء القدرات يجري على مستوى الفردي، المؤسسي، المجتمعي 
- المستوى الفردي تهيئه الظروف التي تتيح لفرادى المشاركين بناء المعارف والمهارات وتعزيزها. ويدعو أيضا إلى تهيئة الظروف التي تسمح للإفراد بالمشاركة في "عملية التعلم والتكيف مع التغيير""[2]
- المستوي المؤسسي ينبغي أن يشمل بناء قدرات المجتمعات المحلية على المستوى المؤسسي مساعدة المؤسسات في البلدان النامية. وينبغي ألا يشمل إنشاء مؤسسات جديدة، وتحديث المؤسسات القائمة ودعمها في تشكيل سياسات سليمة وهياكل تنظيمية وأساليب فعالة لإدارة ومراقبة الإيرادات [2]
- المستوي المجتمعي ينبغي لبناء قدرات المجتمعات المحلية على المستوى المجتمعي أن يدعم إنشاء «إدارة عامة تفاعلية تتعلم بالتساوي من أعمالها من التغذية المرتدة التي تتلقاها من السكان عموما». يجب استخدام بناء القدرات المجتمعية لتطوير المديرين العاملين المستجيدين الخاضعين للمساءلة.[2]

المستوى غير تدريبي توفير بيئة تمكينية للموظفين المدربين لأداء وظائفهم على المستوى الأمثل.
تعرف منظمة الجمارك العالمية هي منظمة حكومية دولية تضع معايير لتنظيم حركة الأشخاص والسلع الأساسية،  بناء القدرات بأنه «أنشطة تعزز المعرفة والقدرات والمهارات والسلوك الأفراد وتحسين الهياكل والعمليات المؤسسية بما يمكن المنظمة من الوفاء بمهمتها وأهدافها بكفاءة وبطريقة مستدامة». غير انه من المهم وضع المبادئ التي تحكم بناء قدرات المجتمعات المحلية في الاعتبار.
تعرف منظمة اوكسفام الدولية هي منظمات غير حكومية معترف بها عالميا بناء القدرات المجتمعية من حيث مبادئها الرئيسية. وتعتقد اكسفام أن بناء قدرات المجتمعات المحلية هو نهج للتنمية يقوم علي المفهوم الأساسي الذي يفيد بان الأفراد جميعا نصيبا متساويا من موارد العالم ولهم الحق في ان يكونوا "مؤلفي تنميتها وإنكار هذا الحق هو في قلب الفقر والمعاناة ""
النسبة لمنظمة التعاون والتنمية في الميدان الاقتصادي لجنة المساعدة الإنمائية، فان تنمية القدرات هي العملية التي يطلق فيها الناس والمنظمات والمجتمع ككل العنان للقدرات ويعززها ويخلقها ويكيفها ويحافظ عليها مع مرور الوقت
النسبة إلى الشركة المانيه لتنمية الدولية، فإن تنمية القدرات هي عملية تعزيز قدرات الأفراد والمنظمات والمجتمعات على الاستفادة الفعالة من الموارد من أجل تحقيق أهداف علي أساس مستدام.
حددت الوكالة الكندية للتنمية الدولية تنميه القدرات بوصفها الأنشطة والنهج والإستراتيجيات والمنهجيات التي تساعد المنظمات والجماعات والأفراد على تحسين أدائهم، وتوليد فوائد انمائية وتحقيق أهدافها.
يعرف البنك الدولي منطقة أفريقيا القدرة بأنها القدرة الثابتة للجهات الفاعلة الرئيسية في المجتمع علي تحقيق الأهداف الاجتماعية الاقتصادية بمفردها. ويتجلى ذلك من خلال الوجود الوظيفي لمجموعة من العوامل التالية: المؤسسات القادرة على البقاء والمنظمات المعنية التزام والرؤية القيادية؛ الموارد المالية والمادية؛ الموارد البشرية الماهرة.
بناء القدرات التنظيمية هو شكل آخر من أشكال بناء القدرات يركز علي تنميه القدرات داخل المنظمات مثل المنظمات غير الحكومية. وهو يشير إلى عملية تعزيز قدرات المنظمة على أداء أنشطة محددة. وتستخدم المنظمات غير الحكومية نهجا لبناء القدرات التنظيمية لكي تتمكن من النهوض داخليا بمهمتها المحددة على نحو أفضل.
تشمل خطوات بناء القدرات التنظيمية ما يلي:
- تطوير إطار مفاهيمي
- إنشاء موقف تنظيمي
- تطوير رؤية وإستراتيجية
- تطوير هيكل تنظيمي
- اكتساب المهارات والموارد [4]
- إعداد الأدوات المطلوبة، والكتب اليدوية، والكتيبات، والنصائح، والأشغال والمبادئ التوجيهية الخ.

يقول «كابلان» إن المنظمات غير الحكومية التي تركز على تطوير إطار مفاهيمي وموقف تنظيمي ورؤية وإستراتيجية هي أكثر مهارة في أن تكون ذاتي التأمل والنقد، وهما صفات تمكنان من بناء قدرات أكثر فعالية.
تظهر بعض العناصر المشتركة والتعلم من التعاريف الواردة أعلاه:
- تنمية القدرات هي عملية تغيير، وبالتالي فهي تتعلق بإدارة التحولات. تتغير قدرات الناس وقدراتهم المؤسسية وقدرة المجتمع على مر الزمن. ولا يمكن أن يكون التركيز على السياسات والاستثمارات الإنمائية الأفضل لتعزيز القدرات والشبكات والمهارات والقاعدة المعرفية تدخلا لمرة واحدة.
- يمكن أن تكون هناك نتائج قصيرة الأجل. وغالبا ما تكون هناك حاجة إلى ذلك في الأزمات وحالات ما بعد الصراع. ولكن حتى المكاسب على المدى القصير في القدرات، مثل زيادة الحوافز النقدية أو إدخال نظام معلومات جديد، يجب أن تدعمها موارد مستدامة وسياسة التزام بتحقيق نتائج أطول أجلا تؤثر بالفعل على القدرات القائمة.
- تنمية القدرات هي حول من وكيف وكيف وأين يتم اتخاذ القرارات، وتجري الإدارة، وتقدم الخدمات ويتم رصد النتائج وتقييمها. وهي في المقام الأول عملية داخلية، ورغم دعمها وتسهيلها من جانب المجتمع الإنمائي الدولي، فإنه لا يمكن أن تكون مملوكة أو مدفوعة من الخارج. وفي نهاية المطاف، يتعلق الأمر بالدول القادرة على التحول والتي تمكن المجتمعات القادرة والمرنة من تحقيق أهدافها الإنمائية على مر الزمن.

### تاريخا
تطور مصطلح «بناء القدرات المجتمعية» من المصطلحات السابقة مثل البناء المؤسسي والتنمية التنظيمية.
في عام 1950 و 1960 عام من القرن الماضي، أشارت هذه المصطلحات إلى التنمية المجتمعية التي ركزت على تعزيز القدرات التكنولوجية والقدرات الذاتية للأفراد في المناطق الريفية.
في عام 1970 القرن الماضي، وبعد سلسلة من التقارير عن التنمية الدولية، تم التركيز على بناء القدرات اللازمة للمهارات التقنية في المناطق الريفية، وكذلك في القطاعات الإدارية للبلدان النامية. في عام 1980 توسع مفهوم التنمية المؤسسية أكثر من ذلك. وأعتبرت التنمية المؤسسية عملية طويلة الأجل لبناء حكومة من البلدان النامية ومؤسسات القطاعين العام والخاص والمنظمات غير الحكومي 
وعلى الرغم من وجود سوابق لبناء القدرات من قبل، فإنها لم تكن قوى قوية في التنمية الدولية مثل «بناء القدرات» أصبحت خلال عام 1990
ظهر ظهور بناء القدرات كمفهوم إنمائي رائد في 1990 بسبب التقاء العوامل:
- الفلسفة الجديدة التي تعزز التمكين والمشاركة، مثل «باولو فرير» للتعليم من أجل الوعي النقدي عام 1973، والتي أكدت على أن التعليم، لا يمكن أن يتم تسليمها من معلم جامع إلى طالب جاهل؛ بل يجب أن يتحقق من خلال عملية الحوار بين الأطراف المتساوية.
- أظهرت التقارير والبحوث التي أجريت تكليف بها خلال 1980، مثل تحليل القدرات والضعف الذي طرح ثلاثة افتراضيات:

1. التنمية هي العملية التي يتم من خلالها تقليل مواطن الضعف وزيادة القدرات
2. لا أحد يتطور أي شخص آخر
3. برامج الإغاثة ليست محايدة أبدًا في تأثيرها الإنمائي[4]

- التغييرات في النهج الإنمائية الدولية

وخلال عام 1980 كانت العديد من الدول ذات الدخل المنخفض خاضعة ل «حزم التكيف الهيكلي» قد أدت الطبيعة الليبرالية الجديدة للحزم إلى زيادة التفاوت في الثروة. وردا على ذلك، صدرت سلسلة من «تعديلات البعد الاجتماعي». مما أدى إلى الفجوة المتزايدة في الثروة المقترنة، «تعديلات البعد الاجتماعي» أهمية متزايدة بالنسبة للمنظمات غير الحكومية في الدول النامية لأنها تشارك أنشطة تفديم الخدمات الاجتماعية للفقراء.
ثم تم التركيز في على فكرة التنمية المستدامة 
أكدت تقارير مثل اللجنة الكندية وأفكار وردت في العقود السابقة انه «لا يمكن لأحد أن يطور أي شخص آخر» وأن التنمية يجب أن تكون قائمة على المشاركة. وشككت هذه الحجج في فعالية «برامج تقديم الخدمات» لتحقيق التنمية المستدامة، مما أدى إلى التركيز بشكل جديد علي «بناء القدرات».
في سبتمبر 2000، فإن الالتزام المحدد في إعلان الألفية في سبتمبر 2000 في نيويورك، وهو 190 بلدا، بتحقيق الهدف الإنمائي للألفية بحلول عام 2015، والحاجة الملحة للبلدان، ولا سيما البلدان النامية، إلى الاستجابة بفعالية وسرعة للهدف الحالي والركود الاقتصادي العالمي، وتغير المناخ والأزمات الأخرى التي تعصف بالعالم، بإضافة إلى ملياري نسمة يعيشون بالفعل تحت خط الفقر، جدد الاهتمام والمشاركة في بناء القدرات.

### في المجتمعات النامية
في برنامج الأمم المتحدة الإنمائي «الخطة الإستراتيجية للتنمية» للفترة 2008-2013، يشكل بناء القدرات «إسهام المنظمة الأساسي في التنمية». ويشجع برنامج الأمم المتحدة الإنمائي نهجا لبناء القدرات في مجال التنمية في البلدان الـ 166 التي ينشط فيها. ويركز البرنامج على بناء القدرات على المستوى المؤسسي ويقدم عملية من خمس خطوات لبناء القدرات بصورة منهجية 
الخطوات هي:
1. إجراء تقييم احتياجات التدريب
2. إشراك أصحاب المصلحة في تنمية القدرات

يجب أن تشجع عملية بناء القدرات الفعالة مشاركة جميع المعنيين. إذا كان أصحاب المصلحة يشاركون ومشاركة الملكية في عملية التنمية فإنها سوف تشعر أكثر مسؤولية عن نتائج واستدامة التنمية. إن إشراك أصحاب المصلحة المتأثرين مباشرة بالحالة يسمح بإتخاذ قرارات أكثر فعالية، كما أنه يجعل العمل التنموي أكثر شفافية. يستخدم برنامج الأمم المتحدة الإنمائي وشركاؤه المشورة في مجال الدعوة وتقديم المشورة في مجال السياسات من أجل إشراك أصحاب المصلحة على نحو أفضل.
1. تقييم الاحتياجات والأصول من القدرات يتيح تقييم القدرات الموجودة مسبقا من خلال المشاركة مع أصحاب المصلحة لبناة القدرات معرفة المجالات التي تتطلب تدريبا إضافيا، وما هي المجالات التي ينبغي تحديد أولوياتها، وبأي الطرق يمكن إدماج بناء القدرات في الإستراتيجيات الإنمائية المحلية والمؤسسية. ويرى برنامج الأمم المتحدة الإنمائي أن بناء القدرات غير المتأصل في دراسة وتقييم شاملين للظروف القائمة مسبقا سيقتصر على التدريب وحده، وهو ما لن ييسر تحقيق نتائج مستدامة.[13]
2. صياغة استجابة لتنمية القدرات

يقول برنامج الأمم المتحدة الإنمائي أنه بمجرد الانتهاء من التقييم، يجب إنشاء استجابة لبناء القدرات على أساس أربع قضايا أساسية:

#### ترتيبات مؤسسية
كثيرًا ما تجد التقييمات أن المؤسسات غير فعالة بسبب سوء السياسات أو الإجراءات، وإدارة الموارد، والتنظيم، والقيادة، والاتصال. ويعمل برنامج الأمم المتحدة الإنمائي وشبكاته على إصلاح المشاكل المرتبطة بالترتيبات المؤسسية عن طريق وضع أطر للموارد البشرية "، ويغطي سياسات وإجراءات التعيين والنشر والتحويل، ونظم الحوافز، وتنمية المهارات، ونظم تقييم الأداء، والأخلاقيات والقيم" "

#### قياديا
يعتقد البرنامج الإنمائي أن القيادة التي يقوم بها فرد أو منظمة يمكن أن تحفز تحقيق الأهداف الإنمائية. القيادة القوية تسمح لتسهيل التكيف مع التغييرات، يمكن للقادة قوية أيضا التأثير على الناس. يستخدم برنامج الأمم المتحدة الإنمائي مبرمجي التوجيه والإرشاد للمساعدة في تشجيع تطوير المهارات القيادية مثل تحديد الأولويات والاتصالات والتخطيط الإستراتيجي.
المعرفة
يعتقد البرنامج الإنمائي أن المعرفة هي أساس القدرة. وهم يعتقدون أنه ينبغي بذل مزيد من الاستثمارات في إنشاء نظم تعليمية قوية وفرص لمواصلة التعلم وتنمية المهارات المهنية. وهي تدعم المشاركة في إصلاحات التعليم ما بعد الثانوي، وإستمرار التعلم وخدمات المعرفة المحلية.
I
المساءلة
إن تنفيذ تدابير المساءلة ييسر تحسين الأداء والكفاءة. ويتيح الافتقار إلى تدابير المساءلة في المؤسسات انتشار الفساد. ويشجع برنامج الأمم المتحدة الإنمائي تعزيز أطر المساءلة التي ترصد المؤسسات وتقييمها. كما أنها تشجع المنظمات المستقلة التي تشرف على المؤسسات وتراقبها وتقييمها. وهي تعزز تنمية قدرات مثل محو الأمية والمهارات اللغوية في المجتمعات المدنية التي تسمح بزيادة المشاركة في مؤسسات الرصد.
1. تنفيذ استجابة لتنمية القدرات

ينبغي أن ينطوي تنفيذ برنامج لبناء القدرات على إدراج نظم متعددة: وطنية ومحلية ومؤسسية. وينبغي أن ينطوي ذلك على إعادة تقييم مستمرة ويتوقع حدوث تغيير تبعا للحالات المتغيرة. وينبغي أن يشمل ذلك مؤشرات تقييمية لقياس فعالية البرامج التي بدأت 
1. تقييم تنمية القدرات

يعزز تقييم بناء القدرات المساءلة. وينبغي أن تستند القياسات إلى التغيرات في أداء المؤسسات. وينبغي أن تستند التقييمات إلى تغييرات في الأداء تستند إلى القضايا الرئيسية الأربع: الترتيبات المؤسسية والقيادة والمعرفة والمساءلة.
يدمج برنامج الأمم المتحدة الإنمائي هذا النظام لبناء القدرات في عمله بشأن بلوغ الأهداف الإنمائية للألفية. ويركز برنامج الأمم المتحدة الإنمائي على بناء القدرات على المستوى المؤسسي لأنه يعتقد أن «المؤسسات هي هدف التنمية البشرية، وأنها عندما تكون قادرة على أداء أفضل، والحفاظ على هذا الأداء مع مرور الوقت، وإدارة» الصدمات «للنظام، فإنها يمكن أن تسهم بشكل أكثر فعالية في تحقيق أهداف التنمية البشرية الوطنية» 
إن بناء القدرات في البلدان النامية يفسره «لانت بريتشيت»، «مايكل والكوك»، «ومات أندريس» كعملية تحديث أربعة أضعاف في مجالات:
- اقتصاديا: تعزيز الإنتاجية
- سياسيا: دقة التفضيل التجميعي
- مجتمعيا: الحقوق الاجتماعية المتساوية والفرص
- إداريا: عقلانية، والمهنية، والمنظمات

وفي هذه النظرية، التي تسمى نظرية التحديث، يؤدي النمو علي مر الزمن في هذه المجالات الأربعة إلى ان تصبح الدولة متقدمة النمو. والفكرة الكاملة وراء هذه النظرية هي ان الوكالات الإنمائية مكلفة بتيسير النمو في هذه المجالات الأربعة من أجل سرع عملية التنمية أو جعل العملية أكثر انصافا.

### في الحكومات
من الأفكار الأساسية المرتبطة ببناء القدرات فكرة بناء قدرات الحكومات في البلدان النامية حتى تتمكن من معالجة المشاكل المرتبطة بالتحولات البيئية والاقتصادية والاجتماعية. إن تطوير قدرة الحكومة سواء على المستوى المحلي أو الإقليمي أو الوطني يسمح بتحسين الإدارة التي يمكن أن تؤدي إلى التنمية المستدامة والديمقراطية. وتجنب الاستبداد في الدول النامية، تم التركيز على تطوير قدرات ومهارات الحكومات الوطنية والمحلية بحيث يمكن نشر السلطة عبر الدولة. وكثيرًا ما ينطوي بناء القدرات في الحكومات على توفير الأدوات اللازمة لمساعدتها على الوفاء بمسؤولياتها على أفضل وجه. ويشمل ذلك بناء قدرة الحكومة على الموازنة، وجمع الإيرادات، وإنشاء القوانين وتنفيذها، وتعزيز المشاركة المدنية، أي تكون شفافة وخاضعة للمساءلة ومحاربة الفساد.
يوضح «جول إس ميغدال» أن الحكومات يمكن أن تعزز الدول الضعيفة من خلال بناء القدرات من خلال تغيير أنماط حيازة الأراضي، وتعديل أساليب الضرائب، وتحسين وسائل النقل. يذكر«ميغدال» أن مرور المكسيك على لي دي ديسامورتيزاسيون في عام 1856 كمثال على إنشاء حقوق الملكية كوسيلة لتعزيز قدرة الحكومة على الحكم من خلال إنشاء النظام. وينشئ ذلك هيكلا اجتماعيا للحد من نزاع المواطنين داخل الدولة، ووسيلة لتنظيم الإنتاج الزراعي لتحقيق أفضل إنتاج. يعد تعديل طرق الضرائب طريقة أخرى لتعزيز السلطة في حكومة الدولة الضعيفة. ويمكن القيام بذلك من خلال زيادة الإيرادات الحكومية من خلال زيادة الضرائب وإضفاء الصفة الرسمية على تحصيل الضرائب عن طريق تحصيل الضرائب نقدا بدلا من العينية. ويستشهد مجدال مثالا على إعلان مصر للقرن التاسع عشر عن الضرائب النقدية فقط باعتبارها سببا لزيادة القدرة الاقتصادية حيث أجبر المزارعين على المزيد من علاقات السوق، مما دفعهم إلى إنتاج محاصيل للتصدير لزيادة الإيرادات النقدية. وقد أعطى ذلك دخل الدولة أكثر سيولة. كما يوضح مجدال أن وسائل النقل الجديدة يمكن أن تعزز قدرة الدولة من خلال انخفاض العزلة مما يؤدي إلى زيادة الفرص الاقتصادية من خلال التجارة الإقليمية وزيادة إمكانية الوصول وتخفيض تكلفة نقل البضائع. يذكر ميغدال مثال على السكك الحديدية في الهند في عام 1853 كوسيلة لتنمية صناعة تصدير القطن بنسبة 500٪.
فيما يلي أمثلة على بناء القدرات في حكومات البلدان النامية:
في عام 1999، دعم البرنامج الإنمائي بناء قدرات في الحكومات لولاية البوسنة والهرسك. وركز البرنامج علي تعزيز حكومة الدولة عن طريق تعزيز المهارات التنظيمية والقيادية والإدارية الجديدة في الشخصيات الحكومية، وتحسين القدرات التقنية للحكومة علي الإتصال بالمجتمع الدولي والمدني مجتمع داخل البلد
منذ عام 2000، تناولت المنظمات النامية، مثل البرنامج الإنمائي الوطني القائم على المناطق، تطور الحكومات المحلية في أفغانستان، من خلال نهج لبناء القدرات. ويعقد البرنامج دورات تدريبية في جميع أنحاء أفغانستان في المناطق التي توجد فيها أسس للحكومات المحلية. وتعقد الجمعية حلقات عمل لمحاكمة قادة المجتمعات المحلية بشأن أفضل السبل لتلبية احتياجات المجتمع. وان تزويد المؤسسات الحكومية المحلية الضعيفة بالقدرة على معالجة المشاكل ذات الصلة يعزز الحكومات الضعيفة ويقربها من الطابع المؤسسي. ويتمثل هدف بناه القدرات في أفغانستان في بناء الحكومات المحلية وتزويد تلك المؤسسات المزدهرة بالتدريب الذي سيسمح لها بالتصدي لإحتياجات المجتمع والدعوة إليها. ويتم تدريب القادة علي "الحكم، وحل النزاعات، والمساواة بين الجنسين، وتخطيط المشاريع، وتنفيذها، وإدارتها، والمالية الشرائية، وإدارة الكوارث والتخفيف من حدتها". "
قدمت بلدية روزاريو، باتانجاس، الفلبين مثالا ملموسا يتصل بهذا المفهوم. نفذت هذه الحكومة البلدية اكسينون نانوغرام بيان روزاريو 2001 وما بعد خطه الأمن البشري والإيكولوجي باستخدام إستراتيجية أساسية لنهج الاحتياجات الأساسية الدنيا لتحسين نوعية الحياة نظام المعلومات المجتمعية المنصوص عليه الحكومة الفلبينية. ساعد هذا النهج حكومة البلدية علي تحديد الأسر والمجتمعات المحلية ذات الأولوية للتدخل، فضلا عن ترشيد تخصيص أموالها للتنمية الاجتماعية. والأهم من ذلك انها اتخذت خطوات محددة لتشجيع مشاركة المجتمعات المحلية في تحليل الحالة وتخطيط ورصد وتقييم مشاريع التنمية الاجتماعية عن طريق بناء قدرات المسؤولين الحكوميين وزعماء السكان الأصليين وغيرهم أصحاب المصلحة لتتلاقى في أداره هذه الشواغل.

### التقليد غير المتبلور
من النهج التي حاولت بعض البلدان النامية تعزيز بناء القدرات اتباعها من خلال التقليد غير المتبلور. وعلي غرار مفهوم المحاكاة غير المتبلورة المستخدمة في النظرية التنظيمية، يشير التقليد غير المتبلور إلى نزوع الحكومة إلى تقليد نجاحات الحكومات الأخرى بتكرار الأساليب وتصميمات السياسات التي تعتبر ناجحة في بلدان أخرى. وفي حين ان هذا النهج يمكن ان يكون فعالا في حل بعض المشاكل الانمائية التي لها «حل عالمى تقني»، وكثيرًا ما يتجاهل الحقائق السياسية والتنظيمية علي أرض الواقع ولا يحقق فوائد تذكر لمن يستخدمونه. من الامثله علي الفشل في الإصلاح القانوني في ميلانيسيا. استجابة لبعثة مساعدة دولية رئيسية لتحسين نوعية النظام القضائي، تم بناء سجن ومحكمه، بتكلفه تقدر بملايين الدولارات. غير ان الهياكل الاساسية الجديدة للعدل نادرا ما تستخدم منذ إنشائها، لأن هناك نقصا في البيروقراطية والمصادر المالية لدعم نظام العدالة المكلف. فإن التحديث السريع هو إستراتيجية غير ملائمة تماما لتعزيز الأداء الوظيفي للنظام القانوني لان الحلول مثل هذه كثيرًا ما تتطلب قدرات الدول التي لا تملكها البلدان النامية. حدث مثال آخر في الأرجنتين. خلال الأزمة الاقتصادية التي شهدتها أواخر 1980، نفذت الحكومة سلسلة من السياسات المالية على نحو ما أوصى به صندوق النقد الدولي لتنظيم التضخم العالي الدرجة الذي يؤثر على اقتصاد البلد. غير انه بدلا من تقييد الإنفاق الإجمالي، فإن القاعدة المالية تحول الانفاق من الحكومات المركزية والإقليمية واعتماد أفضل الممارسات الدولية لا يترجم في كثير من الأحيان إلى تغييرات ايجابيه ؛ وفي حاله الأرجنتين، لم يسفر التقليد عن تغيير يذكر في الاقتصاد الضعيف.

### محليًا
يستخدم نهج بناء القدرات على مستويات عديدة في جميع أنحاء العالم، بما في ذلك المستويات المحلية والإقليمية والوطنية والدولية. ويمكن استخدام بناء القدرات لإعادة تنظيم الحكومات أو الأفراد وتعزيز قدراتهم. وكثيرًا ما تشمل الجهات المانحة الدولية مثل الوكالة بناء القدرات كشكل من أشكال المساعدة للحكومات النامية أو المنظمات غير الحكومية العاملة في المناطق النامي ومن الناحية التاريخية، كان ذلك من خلال مقاول أمريكي يحدد منظمة غير حكومية داخل البلد ويدعم أنظمتها المالية والخاصة والتقنية لتحقيق أهداف تدخل الوكالة. ويجري تطوير قدرات المنظمات غير الحكومية بوصفها منفذا فرعيا للمانحين. غير ان العديد من المنظمات غير الحكومية تشارك في شكل من أشكال بناء القدرات الموجهة نحو الافراد وبناء القدرات المحلية. وفي تقرير صدر مؤخرا بتكليف من البرنامج المشترك والصندوق العالمي، أعربت المنظمردية الفردية غير الحكومية عن احتياجاتها وتفضيلها لإسهامات المانحين والحكومات الأوسع نطاقا في مجال تنميه القدرات. النسبة للإفراد والمنظمات غير الحكومية داخل البلد، قد يتصل بناء القدرات بتنمية القيادة، ومهارات الدعوة، وقدرات التدريب، والمهارات التقنية، وتنظيم المهارات، وغير ذلك من مجالات التطوير الشخصي والمهني ومن أصعب المشاكل المتعلقة ببناء القدرات على المستوى المحلي الافتقار إلى التعليم العالي في البلدان النامية (%5:2 من الأفارقة إلى التعليم العالي) 
من الصعوبات الأخرى هجرة الشباب في البلدان النامية. وغالبا ما يترك الشباب الذين يطورون المهارات والقدرات التي يمكن ان تسمح بالتنمية المستدامة أوطانهم. تقول «دامث تيفيرا» من مركز جامعة بوسطن للتعليم العالي الأفريقي ان بناء القدرات المحلية مطلوب الآن أكثر من أي وقت مضى، وينبغي توفير المزيد من الموارد والبرامج التي تركز على تنمية الخبرات والمهارات المحلية.
ولقطاع التنمية، ولا سيما في أفريقيا جنوب الصحراء الكبرى، عقود عديدة من «المستشارين التقنيين الدوليين» الذين يعملون مع المسؤولين الحكوميين والمنظمات غير الحكومية الوطنية ويقومون بتوجيهها. في تقديم الخدمات الصحية، سواء كانت الرعاية النفسية أو المتعلقة بفيروس نقص المناعة البشرية، والمنظمات المجتمعية قد بدأت ونميت في كثير من الأحيان من خلال قوة موظفيها والتزام بأن يكونوا قادة وطنيين بل إقليميين في ميادين وفي حين ان التعليم العالي لا يزال مطلبا ناقصا، فإن هناك موارد كبيرة من الموظفين ذوي الخبرة. وبدات مبادرات الجهات المانحة الأحدث عهدا، بما في ذلك تعزيز النظم المجتمعية للصندوق العالمي  والمساعدة التقنية التي تقدمها الولايات الأمريكية إلى مبادرة الشركاء الجدد، تعالج احتياجات المنظمة من القدرات والمهارات الأقوى الاستجابة الوطنية للاحتياجات الصحية في بلد ما. لإستكمال دوره تنميه القدرات، يعمل الصندوق العالمي ومرفق الدعم التقني التابع للبرنامج المشترك والفرقة التابعة لمنظمة الوحدات المدنية التي تمولها مبادرة الشركاء الجدد، ويديرها المقيمون والمواطنون من تلك البلدان النامية
فيما يلي بعض الأمثلة علي المنظمات غير الحكومية والبرامج التي تستخدم مصطلح «بناء القدرات» لوصف أنشطتها على الصعيد المحلي
مركز تمكين المجتمعات المحلية منظمه غير حكوميه تعمل في فييت نام وتهدف إلى «تدريب المدربين» العاملين في قطاع التنمية في فييت نام. وتعتقد المنظمة أن استدامة المشروع تتوقف علي مستوي مشاركة أصحاب المصلحة، التالي فانهم يعملون على تدريب أصحاب المصلحة على المهارات اللازمة للعمل بنشاط في المشاريع الانمائية وتشجيع أنشطه أصحاب المصلحة الآخرين 
تعمل المنظمة بتوفير دورات تدريبية لمدة أسبوع للأفراد المحليين في قضايا مثل إدارة المشاريع، وكتابة التقارير، والاتصالات، وجمع الأموال، وتعبئة الموارد، والتحليل، والتخطيط. لا تنشئ المنظمة مشاريع مادية، بل تنمي قدرة أصحاب المصلحة علي الشروع في المشاريع وتخطيطها وتحليلها وتطويرها بمفردها.
وسفن الرحمة هي منظمه غير حكوميه مسيحيه وصحية تقدم مثالا آخر على مشاركة منظمه غير حكوميه في «بناء القدرات» المحلية". وبينما تكرس اللجنة طاقتها لتدريب الافراد ليكونوا أفضل مديري المشاريع والمشاركين فيها، فان سفن الرحمة تشارك في شكل من أشكال بناء القدرات يركز على قدرات الافراد الموجودة من قبل ويبني عليها وعلى سبيل المثال، تركز سفن الرحمة علي تدريب الأطباء والممرضين على الإجراءات والتكنولوجيات الجديدة. وهي تركز أيضا على بناء المهارات القيادية من خلال حلقات عمل تدريبية للمدرسين والكهنة وغيرهم من قادة المجتمعات المحلية. ويدرب القادة بعد ذلك في مجالات أخرى مثل العناية بآبار المياه الصحية وبناءها.
ويصور المثال الأول بناء القدرات كأداة لتوفير المهارات التي يحتاجها الأفراد للعمل بفعالية في المجتمع المدني. وفي حاله سفن الرحمة، يوفر بناء القدرات القدرة للأفراد على ان يكونوا أصحاب مصالح ومشاركين في أنشطة محددة، مثل الرعاية الصحية:35.

## في المنظمات غير الحكومية
غالبا ما تتوقف التنمية المجتمعية في الدول الفقيرة على كفاءة المنظمات العاملة داخل تلك الدولة. يركز بناء القدرات التنظيمية على تنمية قدرات المنظمات، وعلى وجه التحديد المنظمات غير الحكومية، لذلك فهي مجهزة تجهيزا أفضل لإنجاز المهام التي حددتها للوفاء بها. وغالبا ما تعزى الفشل في التنمية إلى عدم قدرة المنظمة على الوفاء بوعود الخدمة التي تعهدت بإلقائها. وغالبا ما ينطوي بناء القدرات في المنظمات غير الحكومية على بناء المهارات والقدرات، مثل صنع القرار، وصياغة السياسات، والتقييم، والتعلم. وليس من غير المألوف بالنسبة للمانحين في الشمال العالمي تمويل بناء قدرات المنظمات غير الحكومية نفسها. للمنظمات، وبناء القدرات قد تتصل تقريبا أي جانب من جوانب عملها: الحكم المحسنة، والقيادة، ومهمة وإستراتيجية، والإدارة (بما في ذلك الموارد البشرية، والإدارة المالية، والمسائل القانونية)، ووضع البرامج وتنفيذها، وجمع الأموال وتوليد الدخل، والتنوع، والشراكات، والتعاون، والتقييم، والدعوة، وتغيير السياسات، والتسويق، وتحديد المواقع، والتخطيط. بناء القدرات في المنظمات غير الحكومية هو وسيلة لتعزيز منظمة بحيث يمكن أن تؤدي المهمة المحددة التي وضعت للقيام به، وبالتالي البقاء على قيد الحياة كمنظمة. وهي عملية مستمرة تحث المنظمات على التفكير بشكل مستمر في عملهم وتنظيمهم وقيادتهم وضمان تحقيقهم للمهمة والأهداف التي حددتها أصلا.
ويؤكد «آلان كابلان»، وهو ممارس إنمائي دولي، أن تنمية قدرات المنظمات تنطوي على تراكم الأصول المادية وغير الملموسة للمنظمة. وهو يجادل بأنه لكي تتمكن إحدى المنظمات غير الحكومية من العمل بكفاءة وفعالية في
البلدان النامية، يجب أن تركز أولا على تطوير منظمتها. ويقول«كابلان» إن بناء القدرات في المنظمات يجب أن يركز أولا على الصفات غير الملموسة مثل 
ا

### لإطار المفاهيمي
فهم المنظمة للعالم، «هذا هو إطار مرجعي متماسك، ومجموعة من المفاهيم التي تسمح للمنظمة لإعطاء معنى للعالم من حوله، لتحديد مكان نفسها في هذا العالم، واتخاذ القرارات المتعلقة به».

#### الموقف التنظيمي
يركز هذا على الطريقة التي تنظر بها المنظمة نفسها. ويؤكد«كابلان» أنه يجب على المنظمة أن تعتبر نفسها ليست ضحية لشظايا العالم، بل بوصفها تمارس نشطا لديه القدرة على إحداث التغيير والتقدم.
الرؤية والإستراتيجية
تشير إلى فهم المنظمة لرؤيتها ورسالتها وما تسعى إلى تحقيقه والبرنامج الذي ترغب في اتباعه للقيام بذلك

#### الهيكل التنظيمي
هناك طريقة واضحة للعمل حيث لا يعوق تدفق الاتصالات، كل فاعل يفهم دورها ومسؤوليتها.
وعلي الرغم من انه يؤكد ان الصفات غير الملموسة تتسم بإهميه قصوى يقول «كابلان» أن الصفات الملموسة مثل المهارات والتدريب والموارد المادية ضرورية أيضا.
ومن الجوانب الأخرى لبناء القدرات التنظيمية قدره المنظمة علي إعاده التقييم والدراسة والتغيير وفقا لما هو الأكثر احتياجا وما سيكون الأكثر فعاليه.

#### التقييم
منذ وصول بناء القدرات المجتمعية كموضوع مهيمن في المعونة الدولية، كافح المانحون والممارسون لتحديد ألية موجزه لتحديد فعالية مبادرات بناء القدرات. في عام 2007، وضع«دافيد واتسون» معايير محدده للتقييم والرصد الفعالين لبناء القدرات. واشتكي «واتسون» من ان الطريقة التقليدية لرصد المنظمات غير الحكومية التي تستند أساسا إلى اطار خطي قائم علي النتائج لا تكفي لبناء القدرات. ويجادل بإن تقييم بناء القدرات ينبغي أن يستند إلى مزيج من رصد نتائج أنشطتها، وكذلك إلى طريقه أكثر مرونة وانفتاحا للرصد تاخذ في الاعتبار أيضا التحسين الذاتي والتعاون. ولاحظ «واتسون» 18 دراسة حاله إفراديه لتقييمات بناء القدرات وخلص إلى ان بعض المواضيع المحددة كانت واضحة:
- رصد وضوح المنظمة للمهمة وهذا ينطوي علي تقييم أهداف المنظمة ومدي حسن فهم تلك الأهداف في جميع أنحاء المنظمة.
- رصد قياده المنظمة وينطوي ذلك علي تقييم مدي تمكين قياده المنظمة-ومدي تشجيع القيادة علي التجريب، والتفكير الذاتي، والتغيرات في هياكل الافرقه ونهجها.
- رصد تعلم المنظمة وهذا ينطوي علي تقييم عدد المرات التي تشارك فيها المنظمة في التفكير الذاتي الفعال والتقييم الذاتي. وهو يشمل أيضا مدي حسن المنظمة «التي تتعلم من التجربة» وإذا كانت المنظمة تروج لفكره التعلم من التجربة.[10]

رصد تركيز المنظمة علي التنمية الوظيفية-وهذا ينطوي علي تقييم مدي تشجيع المنظمة علي مواصله التعلم، ولا سيما من خلال الأيدي علي النهج.
- رصد عمليات الرصد التي تقوم بها المنظمة وهذا ينطوي علي تقييم مدي مشاركه المنظمة في الرصد الذاتي. وهي تنظر فيما إذا كانت المنظمة تشجع النمو من خلال التعلم من الأخطاء ام لا.[33]

في عام 2007، نشرت الوكالة تقريرا عن نهجها في رصد وتقييم بناء القدرات. ووفقا للتقرير فان الوكالة تراقب: أهداف البرنامج، والروابط بين المشاريع والانشطه التي تقوم بها المنظمة وأهدافها، والمؤشرات القابلة للقياس للبرنامج أو المنظمة، وجمع البيانات، والتقارير المرحلية. وتقيم الوكالة الامريكيه للتنمية الامريكيه: لماذا تحققت الأهداف، أو لماذا لم تكن، والمساهمات الإجماليه للمشاريع، وهي تبحث النتائج القابلة للقياس التي يصعب قياسها، وتنظر في النتائج أو النتائج غير المقصودة، وتنظر في التقارير وتستخدم الوكالة نوعين من مؤشرات التقدم: «مؤشرات النواتج» و «مؤشرات النتائج». وتقيس مؤشرات النواتج التغيرات الفورية أو النتائج مثل عدد الأشخاص المدربين. وتقيس مؤشرات النتائج الأثر، مثل القوانين التي تغيرت بسبب المحاميين المدربين.

### المواصفات
بناء القدرات المجتمعية هو أكثر بكثير من التدريب ويشمل ما يلي:
تنمية الموارد البشرية، هي عملية تزويد الأفراد بالمعرفة والمهارات والوصول إلى المعلومات والمعارف والتدريب التي تمكنهم من أداء فعال.
التطوير التنظيمي، وضع الهياكل الإدارية والعمليات والإجراءات، ليس فقط داخل المنظمات ولكن أيضا إدارة العلاقات بين مختلف المنظمات والقطاعات العامة والخاصة والمجتمعية.
تطوير الإطار المؤسسي والقانوني، وإجراء تغييرات قانونية وتنظيمية لتمكين المنظمات والمؤسسات والوكالات على جميع المستويات وفي جميع القطاعات من تعزيز قدراتها. كما أنه يتداخل مع بعض الأعمال من قبل جمعية الاقتصاد المؤسسي الجديد التي قادها بشكل خاص الفائز بجائزة نوبل عام 1994 «دوغلاس نورث». وهو يضع الشروط التنظيمية والمؤسسية الأساسية للتقدم الاقتصادي والاجتماعي 
ويعرف بناء القدرات المجتمعية بأنه "عمليه تطوير وتعزيز المهارات والغرائز والقدرات والعمليات والموارد التي تحتاج اليها المنظمات والمجتمعات للبقاء علي قيد الحياة والتكيف والازدهار في العالم السريع التغير 
بناء القدرات المجتمعية هو العناصر التي تعطي سيولة ومرونة ووظائف برنامج منظمة للتكيف مع الاحتياجات المتغيرة للسكان التي يتم تقديمها.
قد اعتبر تطوير البنية التحتية «بناء القدرات الاقتصادية» لأنه يزيد من قدره أي مجتمع متقدم أو نامي علي تحسين التجارة والعمالة والتنمية الاقتصادية ونوعيه الحياة. ومن الصحيح أيضا انه في الحالات التي تكون فيها القدرة المؤسسية محدوده، فان تطوير الهياكل الاساسيه ربما يكون مقيدا. وفي الوقت الراهن، تصنف الجمعية الامريكيه للمهندسين المدنيين البنية التحتية للولايات المتحدة أسوا. وقد يكون ذلك مؤشرا علي ان القدرة المؤسسية للولايات المتحدة الامريكيه مقيده ستؤثر علي المسائل المتعلقة بنوعيه الحياة في المستقبل.

## إدارة الفرص
يمكن تعريف أداره الفرص بأنها "عمليه لتحديد فرص الأعمال التجارية والتنمية المجتمعية التي يمكن تنفيذها لادامه الاقتصاد المحلي أو تحسينه". " عند قياده مبادرات بناء القدرات، تساعد إداره الفرص علي توجيه الموارد. ستساعد عمليه أداره الفرص أولا في تحديد فرصه التحسين وهو تحد ستتصدى له مبادرة بناء القدرات. المثل، سيجري وضع معايير وتطبيقها علي المبادرات المقترحة لبناء القدرات، وتقييم فعاليه البدائل، واختيار خيار لمرحله القيادة. وخلال مرحله القيادة في مبادرة بناء القدرات، تسند القيإدات، وتنشا المساءلة، وتوضع خطط عمل، ويمكن استخدام أداره المشاريع. وبمجرد ان تؤتي مرحله القيادة ثمارها، فان الرصد المستمر لمبادرة بناء القدرات مطلوب لإتخاذ قرار بالمضي قدما في المبادرة أو أعاده صياغتها أو قتلها.
وإذا حددت في مرحلة الرصد أن المبادرة لا تفي بالأهداف المبينة في معايير مرحلة التقييم وتحديد الأولويات، فإن المبادرة سوف تحتاج إما إلى إعادة صياغة التي ماتتطلب غالبا ما تتطلب موارد إضافية أو قتل وهذا يعني نهاية المبادرة. وبعد إتباع المبادئ التوجيهية لإدارة الفرص، غالبا ما يكون من المفيد وضع حد للمبادرة أو إعادة صياغتها قبل إهدار الموارد الزائدة على إستراتيجية أثبتت عدم عملها

## قائمة جزئية للوكالات التي توفر بناء القدرات
- المؤسسات الأوروبية
- المفوضية الأوروبية
- الأمم المتحدة
- الإطارية بشأن تغير المناخ
- برنامج الأمم المتحدة المشترك
- اليونيدو
- برنامج الأمم المتحدة الإنمائي
- بنك عالمي
- صندوق النقد الدولي
- منظمة الأمم المتحدة للأغذية والزراعة
- برنامج الأغذية العالمي
- منظمة السياحة العالمية [39]
- الاتحاد العالمي للمنظمات الهندسية
- منظمة الجمارك العالمية